# Frank Vignola
Frank Vignola (West Islip, 30 de dezembro de 1965) é um guitarrista de jazz americano. Ele executa nos gêneros de swing, fusão, jazz cigano, clássico e pop. 

## Carreira
Vignola cresceu em Long Island, Nova York. Seu pai tocava acordeão e banjo e seu irmão tocava trompete. Aos cinco anos, ele pegou o violão, aprendendo com o pai e com os discos de Django Reinhardt, Bucky Pizzarelli, Joe Pass e Johnny Smith. Aos 12 anos começou no banjo e, dois anos depois, ganhou um campeonato nacional no Canadá.
Em Long Island, ele estudou violão no Cultural Arts Center.  No início de sua carreira, ele foi a lojas de discos para comprar álbuns de músicos cujo trabalho ele não conhecia, para poder estudar a música deles.
Em 1987, aos 23 anos, formou o Hot Club Quintet, nomeado após a Quintette du Hot Club de France. No início dos anos 90, ele estava na cidade de Nova York, tocando em grupos com Max Morath, Andy Stein, Herman Foster, Joe Ascione e Sam Pilafian. Ele formou o Concord Jazz Collective com os guitarristas veteranos Howard Alden e Jimmy Bruno. A lista de músicos com quem trabalhou inclui Leon Redbone, Ken Peplowski, Susannah McCorkle, Charlie Byrd, Joey DeFrancesco, Gene Bertoncini, Johnny Frigo, Bucky Pizzarelli, Wynton Marsalis, David Grisman, Jane Monheit, Mark O'Connor e Donald Fagen. 
Ele escreveu mais de quinze livros de instrução para Mel Bay, produziu vários DVDs de instrução e ministra cursos na internet. Ele apareceu nos programas de televisão da PBS Tommy Emmanuel e Friends and Four Generations of Guitar.
Em maio de 2017, Frank Vignola sofreu um grave acidente de ATV quando foi jogado em uma árvore e sofreu muitos ferimentos. Em novembro de 2017, o amigo e colega guitarrista Tommy Emmanuel postou uma atualização sobre o status de Vignola, afirmando que ele seria incapaz de tocar violão e só poderá se recuperar após muitas cirurgias e um longo período de fisioterapia. No entanto, em maio de 2018, ele havia se recuperado e estava novamente se apresentando.

## Discografia

### Como líder
- Appel Direct (Concord Jazz, 1993)
- Makin 'Whoopee com Sam Pilafian (Telarc, 1993)
- Let It Happen (Concord Jazz, 1994)
- Concord Jazz Guitar Collective com Howard Alden, Jimmy Bruno (Concord Jazz, 1995)
- Cozinhando com Frank e Sam (Concord Jazz, 1995)
- Olhe para a direita, jog para a esquerda (Concord Vista 1996)
- Deja Vu (Concord Vista, 1999)
- Django mora com o Hot Club USA (Koch, 1999)
- Sem dúvida com Joe Ascione, Mark Egan, Frank Wess (Koch, 2000)
- Fora da Broadway (Nagel-Heyer, 2000)
- Folhas de outono no Astley's com Gene Bertoncini (True Track, 2001)
- Balanço quente! com Mark O'Connor (OMAC, 2001)
- Blues for a Gypsy (Disco Acústico, 2001)
- Encontro dos sulcos com Gene Bertoncini (Azica, 2002)
- Stringin 'the Blues: Uma homenagem a Eddie Lang com Bucky Pizzarelli, Howard Alden, Al Viola e Marty Grosz (Jazzology, 2003)
- Moonglow com Bucky Pizzarelli (Hiena, 2005)
- Vignola Reproduz Gershwin (Mel Bay, 2006)
- As sessões da sala de estar com David Grisman (disco acústico, 2007)
- Padrões (Self-Released, 2009)
- Just Between Frets with Tommy Emmanuel (Solid Air, 2009)
- 100 Anos de Django (Azica, 2010)
- Sessão de jam com Mark O'Connor, Chris Thile (OMAC, 2010)
- Uma noite com ... com Vinny Raniolo (2011)
- Primeira Vez Juntos! com David Grisman, Martin Taylor (Disco Acústico, 2012)
- Canções da Terra Amada com Vinny Raniolo (2013)
- Swing Zing! com Vinny Raniolo (2015)
- Frank 'n' Dawg: Monstros de Melodia com David Grisman (Disco Acústico, 2017)

### Como ajudante
Com Leon Redbone
- Sugar (Música Privada, 1990)
- Subindo um rio lento (Blue Thumb, 1992)
- Assobiando ao Vento (Música Privada, 1994)
- Qualquer hora (Blue Thumb, 2001)
- Ao vivo em 26 de outubro de 1992, no Olympia Theatre Paris, França (Rounder, 2005)

Com outros
- Karrin Allyson, 27º Festival de Jazz da Fujitsu-Concord (Concord 1996)
- Charlie Byrd, Du Hot Club de Concord (Concord, 1995)
- John Bunch, toca a música de Ivring Berlin (exceto uma) (Arbors, 2008)
- John Bunch, Não Perturbe (Arbors, 2010)
- Alexis Cole e Bucky Pizzarelli, uma bela amizade (Vênus, 2015)
- Joey DeFrancesco, Joey DeFrancesco's Goodfellas (Concord Jazz, 1999)
- Empire Brass, Braggin 'in Brass (Telarc, 1991)
- Vincent DiMartino, Allen Vizzutti, Bobby Shew, Trumpet Summit (Summit, 1995)
- Peter Ecklund, Peter Ecklund e os Melody Makers (Stomp Off, 1988)
- Peter Ecklund, Strings Attached (Arbors, 1996)
- Tommy Emmanuel, Tommy Emmanuel e amigos ao vivo no Balboa Theatre (KPB 2011)
- Tommy Emmanuel, cúmplice um (CGP, 2018)
- Lars Erstrand, Bela Amizade (Sittel, 1992)
- Donald Fagen, Morph o gato (Reprise, 2006)
- Johnny Frigo, o DNA de Johnny Frigo exposto! (Arbors, 2001)
- David Grisman, no Jazz Alley (disco acústico, 2008)
- Marty Grosz, Marty Grosz e os Guardiões da Chama (e os Diabretes) (Stomp Off, 1987)
- JaLaLa, essa velha mágica de Mercer! (Desafio, 2009)
- Jon-Erik Kellso, capítulo I (Arbors, 1993)
- Barbara Lea, Bob Dorough, Dick Sudhalter, Filhos de Hoagy: Canções de Hoagy Carmichael, Volume Um (Audiophile, 1994)
- George Masso, Dan Barrett, Vamos ser amigos (Arbors, 1994)
- Susannah McCorkle, da Broadway para Bebop (Concord Jazz, 1994)
- Jane Monheit, Os amantes, os sonhadores e eu (Concord 2008)
- Jane Monheit, Casa (EmArcy, 2010)
- Mark O'Connor, em pleno andamento (Odyssey, 2003)
- Mark O'Connor, ao vivo em Nova York (OMAC, 2005)
- Jornalistas órfãos, rindo da vida (Stomp Off, 1991)
- Pizzarelli Bucky, Não Me Culpe (Disco Acústico, 2007) [7]
- Pizzarelli Bucky, tão difícil de esquecer (Arbors, 2008)
- Nicki Parrott, Viagem Sentimental (Vênus, 2015)
- Nicki Parrott, Ontem Mais Uma Vez: The Carpenters Song Book
- Sam Pilafian, Travelin 'Light (Telarc, 1991)
- Andy Stein, Goin 'Places (Stomp Off, 1987)
- Dick Sudhalter, melodias ouvidas. . . Melodies Sweet (Desafio, 1999)
- Lucy Woodward, viciado! (Verve, 2010)